# Liliana Borcea
Pour les articles homonymes, voir Borcea.
Liliana Borcea est une mathématicienne américaine d'origine roumaine, professeure Peter Field Collegiate à l'université du Michigan depuis 2013. Ses intérêts de recherche portent sur le calcul scientifique et les mathématiques appliquées, notamment la diffusion et le transport des ondes électromagnétiques.

## Formation et carrière
Liliana Borcea est originaire de Roumanie et a obtenu un diplôme d'ingénieur en physique appliquée en 1987 à l'université de Bucarest. Elle poursuit ses études à l'université Stanford en calcul scientifique et mathématiques computationnelles, obtenant une maîtrise en 1992 et achevant son doctorat en 1996 sous la direction de George Papanicolaou avec une thèse intitulée Direct and Inverse Problems for Transport in High Contrast Media.  
Après des recherches postdoctorales au California Institute of Technology, elle a rejoint le département de mathématiques et de mathématiques appliquées de l'université Rice en 1996 et est devenue professeure Noah Harding à Rice en 2007. En 2013, elle est nommée à l'université du Michigan en tant que Peter Field Collegiate Professor,.

## Prix et distinctions
Liliana Borcea est lauréate de la Conférence Sofia Kovalevskaïa décernée conjointement par l'Association for Women in Mathematics (AWM) et la Society for Industrial and Applied Mathematics (SIAM) pour 2017, sélectionnée « pour ses contributions scientifiques distinguées à l'analyse mathématique et numérique de la propagation des ondes dans des milieux aléatoires, à l'imagerie matricielle dans des environnements complexes et aux problèmes inverses de tomographie à impédance électrique à contraste élevé., ainsi que des techniques de réduction de modèles pour les équations aux dérivées partielles paraboliques et hyperboliques ». Elle est élue en 2018 fellow de la SIAM.